# Wilbert Marwein
Wilbert Marwein (ur. 17 lutego 1970 w Rangblang-Sohsyniang) – indyjski duchowny katolicki, biskup Nongstoin od 2023.

## Życiorys

### Prezbiterat
Święcenia kapłańskie otrzymał 27 kwietnia 2003 i został inkardynowany do archidiecezji Shillong. Po święceniach został wikariuszem w Ummulong, a w latach 2005–2007 był ekonomem archidiecezjalnego kolegium teologicznego. W 2006 został prezbiterem nowo utworzonej diecezji Nongstoin. W latach 2007–2010 studiował w Rzymie, a przez kolejne pięć lat był wikariuszem w Cosenzy. W 2015 powrócił do kraju i został proboszczem parafii w Nonbah oraz wikariuszem generalnym diecezji.

### Episkopat
4 lutego 2023 papież Franciszek mianował go biskupem diecezji Nongstoin. Sakry udzielił mu 16 kwietnia 2023 arcybiskup Victor Lyngdoh.